# Relu Adrian Coman și alții împotriva Inspectoratului General pentru Imigrări și a Ministerului Afacerilor Interne
Relu Adrian Coman și alții împotriva Inspectoratului General pentru Imigrări și a Ministerului Afacerilor Interne este un caz al Curții Europene de Justiție care a afirmat dreptul de ședere pentru cuplurile de același sex în țările membre UE care nu recunosc căsătoriile între persoanele de același sex, dacă cel puțin unul dintre parteneri este cetățean UE și dacă căsătoria a fost efectuată legal într-un stat membru UE.

## Context
„În momentul în care trecem granița în România, nu mai suntem o familie.”
— Relu Adrian Coman
În decembrie 2012 Relu Adrian Coman a solicitat Inspectoratului General pentru Imigrări emiterea unui permis de rezidență pentru soțul său, Robert Clabourn Hamilton, cu care era căsătorit legal în Belgia. În urma refuzului scris, cei doi au chemat în judecată, împreună cu Asociația ACCEPT, Inspectoratul General pentru Imigrări, Ministerul Afacerilor Interne și Consiliul Național pentru Combaterea Discriminării. În decembrie 2015 Judecătoria Sectorului 5 a trimis la Curtea Constituțională excepția ridicată de cei doi în privința dispozițiilor art. 277, alin. (2) și (4) din Codul civil care interzic recunoașterea căsătoriilor între persoane de același sex încheiate în afara României, garantând însă dreptul la libera circulație membrilor statelor Uniunii Europene. După patru amânări, judecătorii de la CCR au decis să ceară clarificări la Curtea Europeană de Justiție. Asociația ACCEPT a salutat decizia CCR și a arătat că trimiterea de întrebări preliminare la Curtea de la Luxemburg este o premieră în justiția românească: „CJUE se va confrunta pentru prima dată cu o întrebare concretă asupra semnificației termenului de „soți” din contextul directivei europene privind dreptul la liberă circulație, pentru a clarifica dacă acesta include și soții de același sex. Prin această decizie, CCR arată faptul că România aparține, totuși, unui spațiu european al valorilor, de care nu se poate despărți și în care nu se poate izola”.
Deși statele membre sunt libere să autorizeze sau să nu autorizeze căsătoria între persoanele de același sex, ele nu pot împiedica libertatea de ședere a unui cetățean al UE prin refuzul de a acorda soțului său de același sex, resortisant al unei țări terțe, un drept de ședere permanentă pe teritoriul lor. Autoritățile române au refuzat însă să îi acorde lui Hamilton acest drept de ședere printre altele pentru motivul că el nu putea fi calificat în România drept „soț” al unui cetățean al Uniunii, întrucât România nu recunoaște căsătoriile între persoane de același sex. La acea vreme, Clai Hamilton nu putea locui legal în România pentru perioade mai lungi de trei luni în calitate de membru de familie, deși este căsătorit cu un cetățean român.

## Decizie
Avocatul General al Curții de Justiție a Uniunii Europene, Melchior Wathelet, a susținut în ianuarie 2018 că statul român ar trebui să permită celor doi să se stabilească în România pentru că noțiunea de „soț” în cadrul directivei europene privind libera circulație include și soții de același sex. Acesta a precizat, de asemenea, că o decizie în favoarea celor doi nu ar contrazice nerecunoașterea căsătoriilor gay în România, ci trebuie interpretată doar în contextul dreptului de liberă circulație al cetățenilor europeni. Curtea de Justiție a Uniunii Europene a decis pe 5 iunie că un cuplu căsătorit format din două persoane de același sex este recunoscut ca atare în orice țară din Uniunea Europeană în ceea ce privește libera circulație. CJUE a statuat că, deși statele membre sunt libere să autorizeze sau să nu autorizeze căsătoria homosexuală, ele nu pot împiedica libertatea de ședere a unui cetățean al Uniunii prin refuzul de a acorda soțului său de același sex, cetățean al unei țări non-UE, un drept de ședere derivat pe teritoriul lor.

## Consecințe
În urma deciziei CJUE, țările UE care nu au legalizat căsătoriile între persoane de același sex trebuie să respecte dreptul de ședere al soților care doresc să locuiască împreună pe teritoriul lor.
Pe 18 iulie 2018, Curtea Constituțională a României a decis că statul trebuie să recunoască dreptul de ședere în România al persoanelor de același sex căsătorite, dacă unul dintre membrii cuplului este cetățean UE. În motivarea CCR se arată că relația pe care o are un cuplu format din persoane de același sex intră în sfera noțiunilor de „viață privată” și „viață de familie”, asemenea relației stabilite într-un cuplu heterosexual. În Slovacia, Ministerul de Interne a anunțat că țara se va conforma deciziei CJUE.